# Monossido di cobalto
L'ossido di cobalto(II) è un composto binario di formula CoO.
Si forma per riscaldamento all'aria del metallo o, in assenza di aria, di composti di cobalto divalente, in particolare: carbonato, nitrato e idrossido.
CoCO3 → CoO + CO2
Se scaldato a 6–700 °C forma lo spinello di cobalto.